# Печаричі
45°41′ пн. ш. 15°23′ сх. д. / 45.68° пн. ш. 15.39° сх. д.
Печаричі (хорв. Pećarići) — населений пункт у Хорватії, у Карловацькій жупанії у складі міста Озаль.

## Населення
Населення за даними перепису 2011 року становило 2 осіб.
Динаміка чисельності населення поселення: